# Emilia Lönblad
Johanna Maria Emilia Lönblad, född 29 mars 1865 i Kristianstad, död 27 januari 1946 i Kristianstad, var en svensk konstnär.
Hon var dotter till teckningsläraren och konstnären Johan Lönblad. Hon fick sin första utbildning i Kristianstad och vid Tekniska skolan i Stockholm. Hon kom därefter till Paris, där hon blev Louise Catherine Breslaus elev. Här började Lönblad ställa ut och kom första gången med på Salongen 1897 med målningen Jungfru Maria i rosengård. 
Hon fick senare i Frankrike, Amerika, Tyskland (särskilt Leipzig) samt framförallt i Sverige (särskilt Lund) en mängd porträttbeställningar. 
En monumental av birgittinorden beställd bild, Den heliga Birgitta inför Jesusbarnet, stående på moderns knä uppsattes 1911 i Birgittahuset i Rom; i Vadstena forna kloster finns tavlan Birgitta väntande ängelns uppenbarelse.
Emilia Lönblad är bland annat representerad på Nationalmuseum i Stockholm och Malmö konstmuseum. Hon är begravd på Östra begravningsplatsen i Kristianstad.